# José Más
José Más y Laglera (Écija, 1885-Madrid, 1941) fue un escritor español, hijo de Benito Más y Prat.

## Biografía
Fue periodista y trabajó en distintos comercios en Guinea Ecuatorial. Vivió varios años en Fernando Poo. Sus escritos, caídos en el olvido pese al éxito que cosechó en su día, abordan la problemática social de su época, superando el costumbrismo, narrando sucesos de gran dramatismo con acerada crítica política. Fue influido por el naturalismo francés y por Vicente Blasco Ibáñez.

## Obras
Libros de viajes
- Con rumbo a tierras africanas (1914)
- En el país de los bubis. Escenas de Ia vida de Fernando Poo (1920).

Novelas de la mujer
- Soledad (1915)
- Sacrificio (1918)
- Flor del valle

Novelas sevillanas
- La bruja (1917)
- La estrella de la Giralda (1918)
- La orgía (1919)
- Por las aguas del río (1920)
- Hampa y miseria (1923)
- La locura de un erudito (1926)

Novelas de Castilla
- El rastrero (1922)

Novelas alucinantes
- El baile de los espectros (1916)

Novelas exóticas
- La piedra de fuego (1924)

Novelas de Galicia
- La costa de la Muerte (1928)

Novelas del campo andaluz (o Novela del toro)
- Luna y sol de marisma (1930)

Novelas docentes
- Yo soy honrada, caballero (1932)

Ficción alegórica
- En la selvática Bribonicia (1932), crítica de la incultura, el caciquismo y el atraso industrial español
- El rebaño hambriento en la tierra feraz. Novela dramática de los campos en Andalucía (1935)

Cuentos de la guerra (inéditos)
- El capitán Cabrera (1936-1941)
- Día de calma (1936-1941)
- El contraespía (1936-1941)
- Los dos hermanos (1936-1941)
- Visión fantástica de la guerra (1936-1941)

Otras obras
- Esperanza (1919)
- Los sueños de un morfinómano (1921)
- Narraciones misteriosas (1921)
- Narraciones trágicas (1923)
- La sangría (1924)
- Justicia africana (1925)
- La ofrenda al hijo (1926)
- La huida (1927)
- Blasco Ibáñez y la jauría (1921), opúsculo en defensa del escritor valenciano.
- El fechichero blanco (1941)